# Rip Rig + Panic
Rip Rig + Panic (parfois orthographié Rip Rig & Panic ou Rip Rig Panic) est un groupe anglais créé en 1981. Originaire de Bristol, il était composé de Gareth Sager (guitare, claviers, saxophone, voix), Bruce Smith (batterie, percussions) et sa compagne Neneh Cherry (voix), Mark Springer (piano, saxophone, voix) Sean Oliver (basse, voix) ainsi que d’autres participants occasionnels, en particulier pour les cuivres (Don Cherry, par exemple sur « Misbu Luba (Lone Wolf) »; Dave 'Flash' Wright ; Jez Parfitt ; David De Fries...). Le style de ce groupe se situe dans une mouvance post-punk tournée vers des rythmes afro-jazz, voire free jazz.

## Origines
Gareth Sager et  Bruce Smith évoluaient auparavant au sein de The Pop Group, où intervint aussi Mark Springer, jusqu’à la dissolution du groupe en 1981. Neneh Cherry est l'épouse de Bruce Smith la fille du trompettiste Don Cherry, qui participe épisodiquement au groupe. Les influences jazz et free jazz de Rip Rip + Panic, tangibles dans le nom du groupe qui n’est autre que le titre d’un album de Roland Kirk, sont largement mélangées au punk et à un métissage de musiques ethniques et folkloriques.

## Albums
Le premier album du groupe, « God » (1981) se présente sous la forme d'un double maxi 45 tours comportant 14 morceaux. Les 4 faces ne sont pas numérotées, mais différenciées par des couleurs (rouge, jaune, vert et bleu). Les tonalités musicales sont très variables mais résolument marquées par un esprit d’inventivité et d’improvisation. Si le premier morceau (“Constant Drudgery Is Harmful To Soul, Spirit & Health”) donne le la par ses accents très funk-trash, la virtuosité du pianiste Mark Springer brille par sa capacité à accompagner avec rigueur la vitalité ambiante, des envolées les plus burlesque (« Totally Naked (Without Lock Or Key) ») aux ambiances les plus mélancoliques (le poignant « The Blue Blue Third »).
Le second opus du groupe, intitulé « I am Cold », est publié l’année suivante. Il se présente lui aussi sous la forme d’un double maxi 45t, aux faces non-numérotées mais estampillées cette fois par des points cardinaux (north side, east side, south side, est side), pour un total de 14 morceaux. Sans abandonner les dérapages free (« Here Gathers Nameless Energy (Volcanoes Covered By Snow) »), Rip Rig + Panic y inclus des morceaux plus écrits. C’est le cas du jazzy-pop « Storm The Reality Asylum » et d’un morceau ne figurant pas sur l’album (« You're My Kind Of Climate ») qui sortiront tous deux en single et en maxi-single, contribuant à la relative notoriété du groupe et à l’émergence de Neneh Cherry. Le groupe fait en outre une apparition dans le cinquième épisode du sitcom « The Young One » diffusé par BBC2 le 7 décembre 1982.
En 1983 paraitra leur dernier album : « Attitude ». Formidable synthèse des capacités stylistiques inédites du groupe, « Attitude » se distingue par sa capacité à passer du jazz-punk le plus dynamique à une douceur décadente et mélancolique, parfois au cours du même morceau divisé en deux temps (« How That Spark Sets Me Aglow», « Vivax dream »). Le goût du groupe pour les titres longs et baroques (« She Gets So Hungry At Night She Eats Her Jewellery » ; « 1619, A Dutch Vessel Docks In The U.S.A. With 20 Humans For Sale » …) ainsi que la qualité du graphisme des pochettes parachève l’identité à la fois brutale et raffinée de Rip Rig + Panic. Le groupe se sépare en 1984.

## Dissolution et carrières ultérieures
En 1985, le groupe se reformera sous le nom de Float Up C.P. qui réalisera un seul album, Kill Me In The Morning.
Les membres du groupe poursuivront ensuite une carrière musicale, en solo (Neneh Cherry, Mark Springer) ou au sein d’un groupe (« Head » pour Gareth Sager, Public Image Limited entre 86 et 90 pour Bruce Smith qui avait aussi joué pour le groupe dub « Playgroup » en 1982 aux côtés d'Adrian Sherwood). Sean Oliver est décédé en 1990.

## Singles
Go, Go, Go! (This Is It) 7”
1981 (Virgin, VS 445)
- Go, Go, Go! (This Is It)
- The Ultimate In Fun (Is Going To The Disco With My Baby)

Bob Hope Takes Risks 7”
1981 (Virgin, VS 468)
- Bob Hope Takes Risks (edit)
- Hey Mr. E! A Gran Grin With A Shake Of Smile

Bob Hope Takes Risks 12”
1981 (Virgin, VS 468-12)
- Bob Hope Takes Risks
- Hey Mr. E! A Gran Grin With A Shake Of Smile

You're My Kind Of Climate 7”
1982 (VS 507)
- You're My Kind Of Climate	3:00
- She Gets So Hungry At Night She Eats Her Jewellery

You're My Kind Of Climate 12”
1982 (VS 507)
- You're My Kind Of Climate
- She Gets So Hungry At Night She Eats Her Jewellery

Storm The Reality Asylum 7”
1982 (Virgin, VS 533)
- Storm The Reality Asylum
- Leave Your Spittle In The Pot

Storm The Reality Asylum 12”
1982 (Virgin, VS 533-12)
- Storm The Reality Asylum (Extended Version)
- Leave Your Spittle In The Pot
- It's Always Tit For Tac You Foolish Brats

Beat The Beast 7”
1983 (Virgin, VS 577)
- Beat The Beast (Sob Sob I'm Gonna Jail This Hell Hole Itch)
- 1619, A Dutch Vessel Docks In The U.S.A. With 20 Humans For Sale

Beat The Beast 12”
1983 (Virgin, VS 577-12)
- Beat The Beast (Sob Sob I'm Gonna Jail This Hell Hole Itch)
- 1619, A Dutch Vessel Docks In The U.S.A. With 20 Humans For Sale

Do The Tight Rope 12”
1983 (Virgin, VS 582-12)
- Do The Tight Rope
- Blip This Jig it's Shamanic
- Do The Tight Rope (Instrumental)

## Albums (vinyl)
God
1981 (Virgin, V 2213)
2 x 12", 45 tours
Red Side
- Constant Drudgery Is Harmful To Soul, Spirit & Health
- Wilhelm Show Me The Diagram (Function Of The Orgasm)
- Through Nomad Eyeballs
- Change Your Life

Yellow Side
- Knee Deep In Shit
- Totally Naked (Without Lock Or Key)
- Try Box Out Of This Box
- Need (De School You)

Green Side
- Howl! Caged Bird
- Those Eskimo Women Speak Frankly
- The Blue Blue Third

Blue Side
- Shadows Only There Because Of The Sun
- Beware (Our Leaders Love The Smell Of Napalm)
- Miss Pib
- It Don't Mean A Thing If It Ain't Got That Brrod

I am cold
1982 (Virgin V 2228)
2 x 12", 45 tours
North Side
- Hunger (The Ocean Roars It Bites)
- Epi Epi Arp Woosh!
- Another Tampon Up The Arse Of Humanity
- Misbu Luba (Lone Wolf)

East Side
- Storm The Reality Asylum
- Here Gathers Nameless Energy (Volcanoes Covered By Snow)
- A Dog's Secret
- Liars Shape Up Or Ship Out

South Side
- Warm To If In Life
- Nurse Increase The Sedatives (The Torment's No Better)
- Take A Don Key To Mystery

West Side
- Tax Sex
- Subversive Wisdom
- Fire Eyes Joyful Silent Tears

Attitude
1983 (Virgin V 2268)
1 x 12", 33 tours LP
- Keep The Sharks From Your Heart
- Sunken Love
- Rip Open, But Oh So Long Thy Wounds Take To Heal
- Do The Tightrope
- Intimacy, Just Gently Shimmer
- How That Spark Sets Me Aglow
- Alchemy In This Cemetry
- Beat The Beast
- The Birth Pangs Of Spring
- Eros; What Brings Colour Up The Stem?
- Push Your Tiny Body As High As Your Desire Can Take You
- Viva X Dreams

## Compilation (CD)
Knee Deep In Hits
1990 (Virgin CDOVD 239)
- You're My Kind Of Climate
- Storm The Reality Asylum
- Sunken Love
- Warm To The If In Life
- Go Go Go (This Is It)
- Keep The Sharks From Your Heart
- Miss Pib
- Thru' Nomad Eyeballs
- Do The Tightrope (12" Version)
- Beat The Beast
- The Ultimate In Fun (Is Going To The Disco With My Baby)
- Alchemy In This Cemetry
- Bob Hope Takes Risks
- Blue Blue Third

## Autre
Une réédition pirate en CD de deux albums du groupe a été entreprise par un label australien, Progressive Line, vers 2005.
En 2013, Cherry Red Records a réédité en CD les 3 albums, agrémentés de morceaux ne figurant que sur les singles, mais sans inédits.

## Liens
- Rip Rig + Panic sur Myspace
- Rip Rig + Panic sur Discogs